# Kirche Fincken

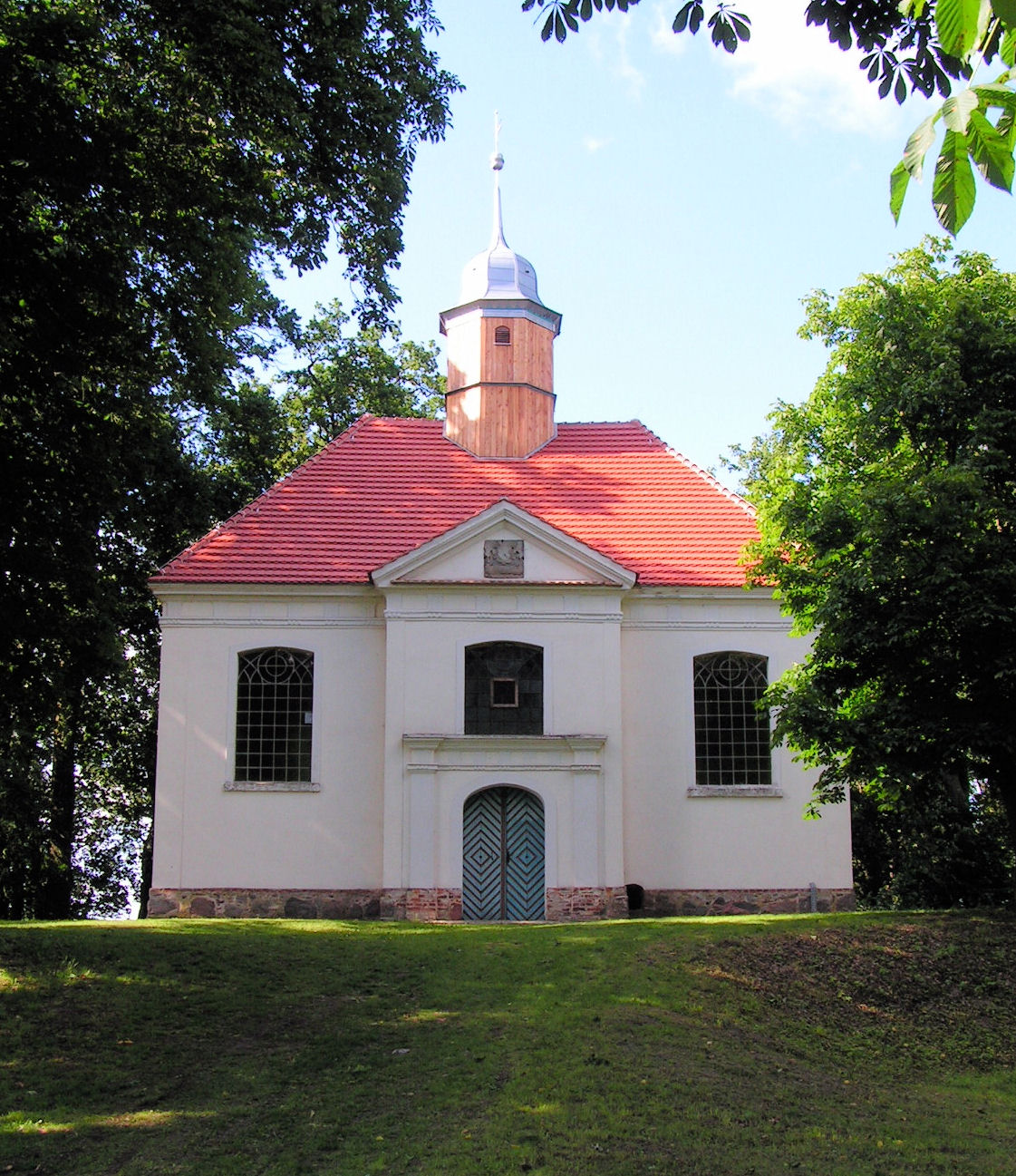
Evangelische Kirche Fincken

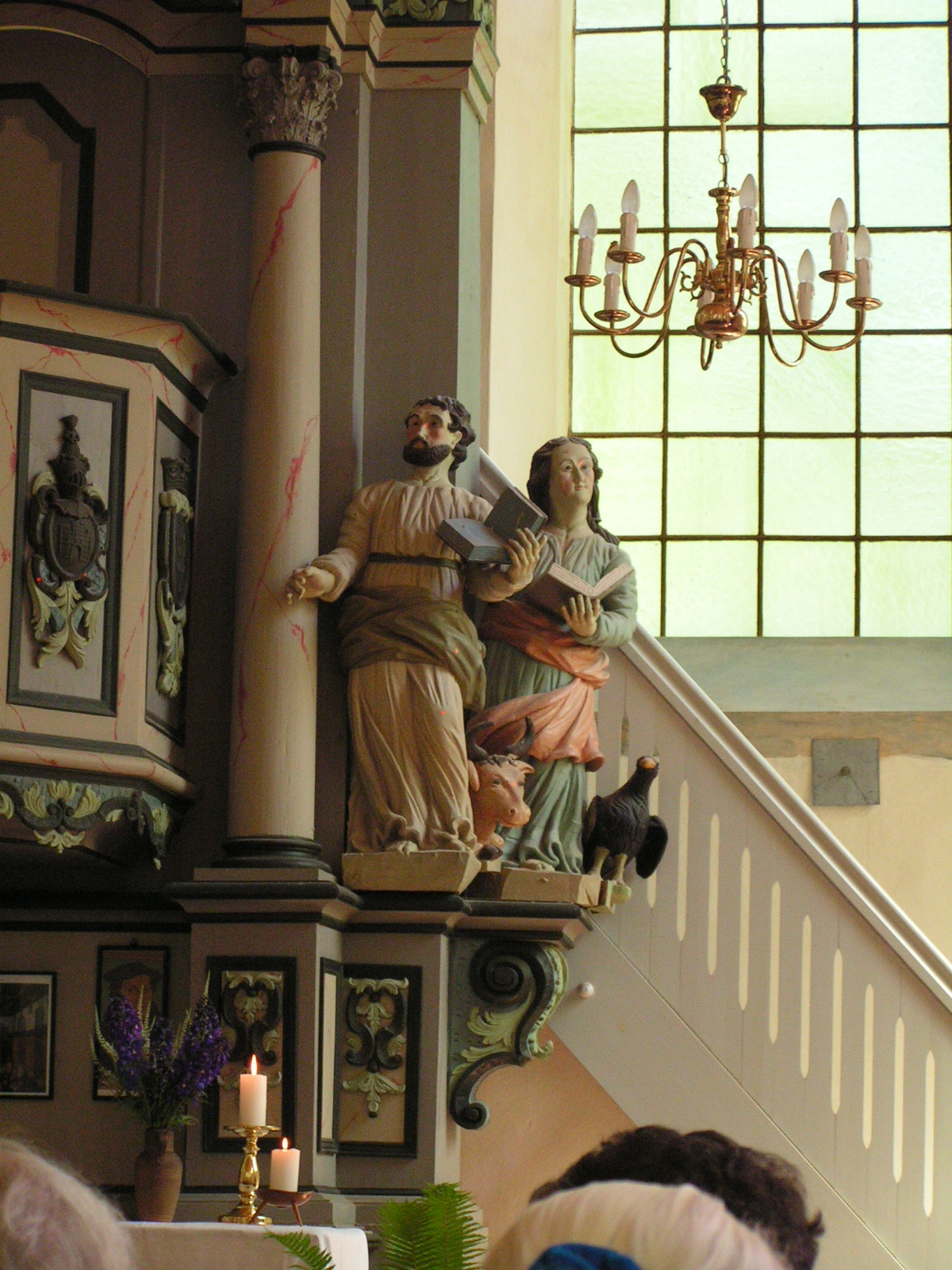
Detail der Kanzel

Die Kirche Fincken ist ein denkmalgeschütztes Gebäude in Fincken im Landkreis Mecklenburgische Seenplatte. Sie gehört zur Kirchengemeinde Massow in der Propstei Neustrelitz, Kirchenkreis Mecklenburg, Evangelisch-Lutherische Kirche in Norddeutschland.

## Geschichte und Architektur
Der verputzte Backsteinbau wurde um 1744 auf dem Gelände eines einst bedeutenden Gutshofes der Familie Priegnitz, das seit 1759 der Familie von Blücher gehörte, errichtet. Die Portalrisalite an der Nord- und Südseite sind übergiebelt. Das Gebäude ist mit einem Walmdach, auf dem sich ein verbretterter Dachreiter mit einer Glocke befindet, gedeckt. Unter der Traufe sind die Wände durch einen umlaufenden Triglyphenfries verziert. Die Wände sind durch Korbbogenportale mit Pilastereinfassung, sowie Stichbogenfenster gegliedert. Die Kirche steht auf einem kleinen Hügel. Ihre Ursprünge sollen deutlich älter sein, der Chor aus Feldstein ist wohl zwischen 1290 und 1310 gemauert worden.
Das Gebäude ist seit 1990 an die Gemeinde verpachtet, in deren Auftrag mittlerweile Decke, Dach und Fußboden saniert worden sind.

## Mausoleum

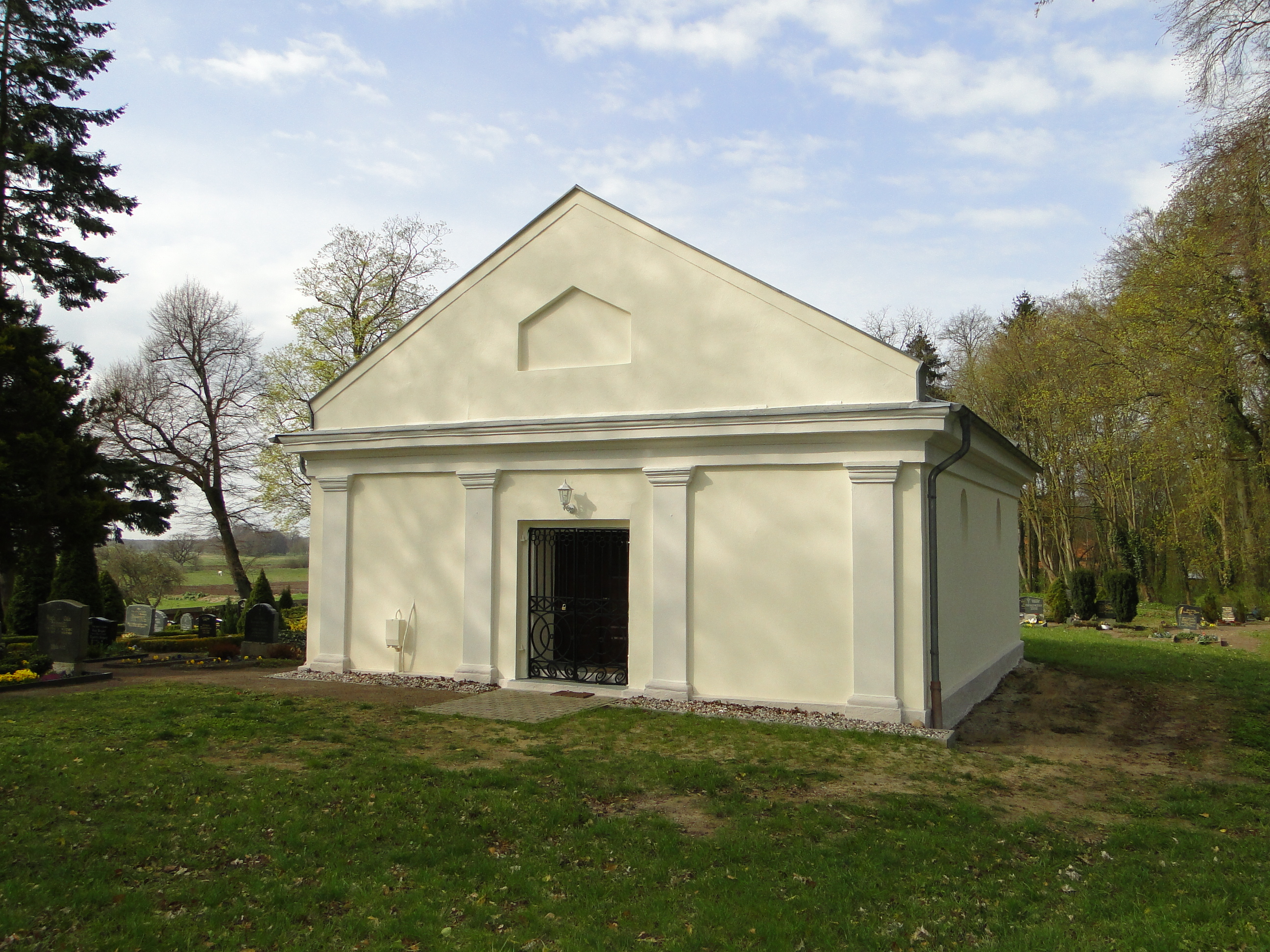
Mausoleum, zurzeit Andachtsraum

Etwa 30 Meter neben der Kirche steht das Mausoleum der Familie von Blücher. Der schlichte, durch Pilaster gegliederte Putzbau wurde um 1800 gebaut und wird derzeit von der Gemeinde als Andachtsraum genutzt.

## Ausstattung
- Der Kanzelaltar aus Holz stammt aus der Bauzeit der Kirche und wurde 1844 restauriert. Er ist mit vier großen Evangelistenfiguren und Wappen geschmückt. Der Schalldeckel ist mit Engeln bekrönt.
- Die Glocke von 1866 wurde 1866 von Carl Illis aus Waren umgegossen
- Eine kleine Altarplatte neben dem Altar aus dem Jahre 1599 trägt die Inschrift: ANNO 1599 24. Di January OBIIT ILSECKE  WEGEN IWOMEL Die Buchstabenfolge IWOMEL bedeutet Ich weiß oh mein Erlöser lebt.
- Gegenüber dem Altar steht eine sehr stark beschädigte Jesusfigur mit geöffneten Händen. Das Alter ist nicht überliefert. Die Inschrift am Fuß lautet: Haken Kaselin -Knüppeldamm. Knüppeldamm und Kaselin sind Ortsteile bei Fincken.
- Die Bankreihen wurden von der Nazarethgemeinde in Berlin gespendet.